# Melitaea monilata
Melitaea monilata är en fjärilsart som beskrevs av Ruggero Verity 1928. Melitaea monilata ingår i släktet Melitaea och familjen praktfjärilar. Inga underarter finns listade i Catalogue of Life.